# Tombili
Tombili (lugar de nacimiento y fecha desconocida, fallecida el 1 de agosto de 2016 en Estambul) fue una gata callejera de Estambul. Se hizo conocida internacionalmente por una fotografía que la muestra recostada en el pavimento. La ciudad de Estambul honró a Tombili después de su muerte con una estatua.

## Vida
Tombili (un apodo turco común para una mascota gordita) era una gata callejera que vivía en Ziverbey en el distrito de Kadıköy de Estambul. La gata se hizo popular entre los vecinos del barrio por su simpatía y su forma de apoyarse en los escalones. A raíz de una foto de esta pose, la gata se dio a conocer mundialmente en las redes sociales y se convirtió en un fenómeno de internet. En el distrito de Kadıköy ganó estatus de culto. En 2016, Tombili enfermó gravemente y finalmente murió a principios de agosto.

## Monumento
Después de su muerte, una petición para honrar su memoria recibió 17 000 firmas y el alcalde de Kadıköy, Aykurt Nuhoğlu, acordó conmemorar oficialmente su vida. Un escultor local, Seval Şahin, hizo una escultura que recrea la pose que le había dado fama, que se inauguró para el Día Mundial de la Vida Silvestre el 4 de octubre de 2016. Cientos de personas vinieron a presentar sus respetos, y el teniente de alcalde de Kadıköy, Başar Necipoğlu, habló en el evento, que fue transmitido por la televisión turca.

### Robo y devolución
Un mes después de su inauguración, la escultura desapareció. Una foto compartida en las redes sociales mostró que la estatua no estaba en su lugar, dejando solo la placa de bronce de la escultura. El municipio de Kadıköy anunció el 8 de noviembre de 2016 que la estatua había sido robada, lo que provocó protestas y preocupaciones tanto en Turquía como en otros lugares. "Robaron la estatua de Tombili. Son enemigos de todo lo bello. Todo lo que conocen es el odio, las lágrimas y la guerra", dijo el parlamentario turco Tuncay Özkan. Sin embargo, el 10 de noviembre de 2016, la estatua fue devuelta de forma segura.
En 2017 la estatua fue retirada del lugar debido a las obras de remodelación del edificio que se encuentra frente a él. El monumento a Tombili fue reinstalado en su sitio con una nueva placa en diciembre de 2022.